# Hiroto Morooka
Hiroto Morooka (諸岡 裕人 Morooka Hiroto?, nacido el 4 de enero de 1997 en Tokio) es un futbolista japonés que juega como centrocampista.
En 2019, Morooka se unió al Fukushima United FC de la J3 League.

## Trayectoria

### Clubes
| Club                | País  | Año    |
| ------------------- | ----- | ------ |
| Fukushima United FC | Japón | 2019 - |

## Estadística de carrera

### J. League
| Club                | Año   | J. League | J. League | Copa J. League | Copa J. League | Total | Total |
| Club                | Año   | Part.     | Goles     | Part.          | Goles          | Part. | Goles |
| ------------------- | ----- | --------- | --------- | -------------- | -------------- | ----- | ----- |
| Fukushima United FC | 2019  | 8         | 0         | -              | -              | 8     | 0     |
| Total               | Total | 8         | 0         | 0              | 0              | 8     | 0     |